# Advances in Skin & Wound Care
Advances in Skin & Wound Care, abgekürzt Adv. Skin Wound Care, ist eine wissenschaftliche Fachzeitschrift, die vom Lippincott Williams & Wilkins-Verlag veröffentlicht wird. Die Zeitschrift wurde 1988 unter dem Namen Decubitus gegründet, änderte ihn 1994 in Advances in Wound Care, bevor sie 2000 den derzeitigen Namen annahm. Die Zeitschrift erscheint mit zwölf Ausgaben im Jahr. Es werden Arbeiten veröffentlicht, die sich mit der Behandlung von Wunden beschäftigen.
Der Impact Factor lag im Jahr 2014 bei 1,707. Nach der Statistik des ISI Web of Knowledge wird das Journal mit diesem Impact Factor in der Kategorie Chirurgie an 131. Stelle von 198 Zeitschriften und in der Kategorie Dermatologie an 43. Stelle von 63 Zeitschriften geführt.